# Jean Guérard
Pour les articles homonymes, voir Guérard.

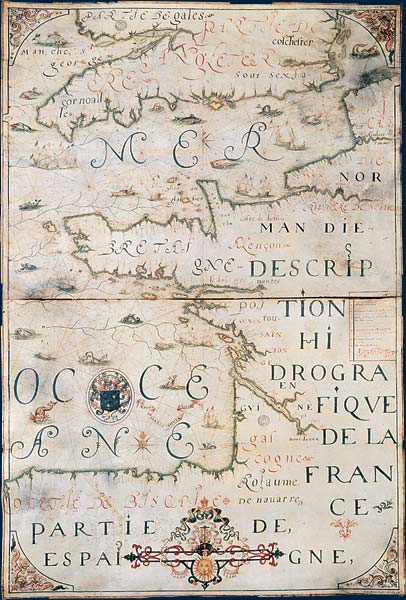
Description hydrographique des côtes et îles de la France en 1627.

Jean Guérard est un cartographe et hydrographe français de l'époque des Grandes découvertes. Il vécut de la fin du XVIe siècle à la première moitié du XVIIe siècle et collabora à l'école de cartographie de Dieppe.

## Biographie
Jean Guérard était un navigateur et cartographe. En 1612, il navigua lors de l'expédition de Daniel de La Touche, financée par François de Razilly vers le Brésil avec un autre navigateur Nicolas de Harlay de Sancy dans le cadre de la colonisation de la France équinoxiale.
En 1615, il enseigna l'hydrographie à l'École de cartographie de Dieppe et fit des observations sur la déclinaison de l'aiguille magnétique. Il était également l'examinateur pour le brevet de pilote de navire. Il sera également chargé de décrire les côtes et hauteurs des îles de France de Calais à Saint-Jean-de-Luz.
En 1627, il réalisa la carte hydrographique des côtes françaises.
En 1630, il publia le "Traité d'hydrographie". Il détaille dans ce manuscrit le système de représentation cartographique de la Rose des vents
En 1645, "Le Traité de l'Astrolabe" reprend le système de Jean Guérard
Sept cartes marines sont encore conservées de nos jours parmi lesquelles un planisphère de 1634 dont le portulan est conservé au musée de Dieppe.